# Trichocerca capucina
Trichocerca capucina är en hjuldjursart som först beskrevs av Wierzejski och Zacharias 1893.  Trichocerca capucina ingår i släktet Trichocerca och familjen Trichocercidae. Arten är reproducerande i Sverige. Inga underarter finns listade i Catalogue of Life.